# Стари Брод (Лекеник)
Стари Брод је насељено место у општини Лекеник, у Туропољу, Хрватска.

## Историја
До нове територијалне организације налазио се у саставу бивше велике општине Сисак.

## Становништво
| Националност       | 1991.        |
| Хрвати             | 123 (76,87%) |
| Срби               | 1 (0,62%)    |
| Југословени        | 1 (0,62%)    |
| остали и непознато | 35 (21,87%)  |
| Укупно             | 160          |